# Franz Fühmann
Franz Fühmann né le 15 janvier 1922 à Rochlitz an der Iser, Tchécoslovaquie (aujourd'hui Rokytnice nad Jizerou, République tchèque) et mort le 8 juillet 1984 à Berlin-Est, est un écrivain allemand, poète, nouvelliste, auteur d'ouvrages pour enfants, essayiste, de l'ancienne République démocratique allemande (RDA).

## Biographie

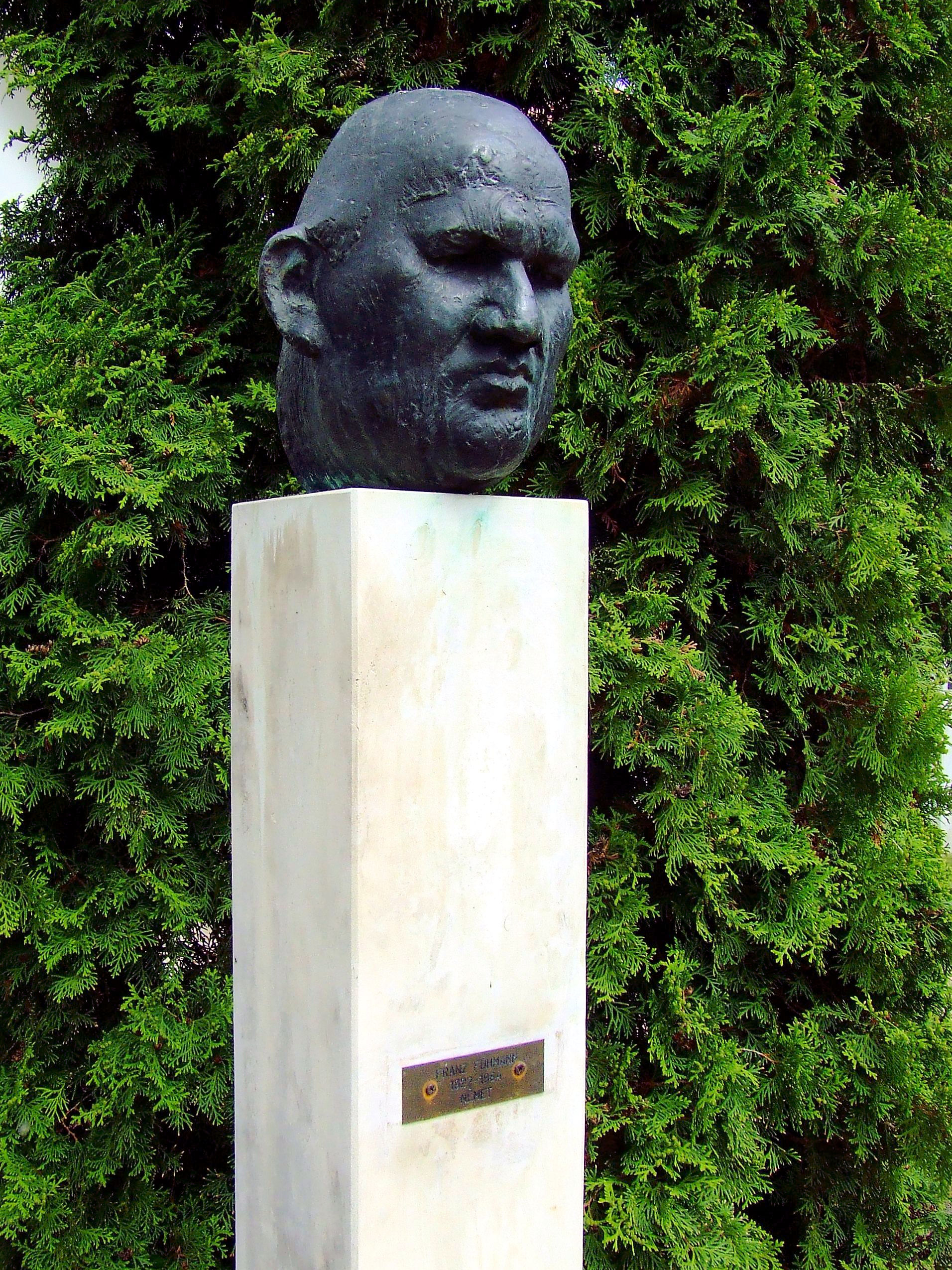
Buste de Franz Fühmann par Wieland Förster (1989).

Le père de Franz Fühmann est pharmacien. Franz obtient son diplôme d'études secondaires à Liberec (Reichenberg), dans le nord de la Bohême. Lors de l'annexion des Sudètes par l'Allemagne nazie, il rejoint les SA. En 1941, il est enrôlé dans la Wehrmacht. 
En 1945, il est fait prisonnier en U.R.S.S.. En 1946, il est affecté à l'école antifasciste où, une fois le cursus terminé, il enseigne lui-même. De retour en Allemagne, en 1949, il s'installe en République démocratique allemande et adhère au Parti national-démocrate d'Allemagne (NDPD). Il assure des responsabilités culturelles au sein du parti.
De 1958 jusqu'à sa mort, il vit comme écrivain indépendant à Märkisch Buchholz et à Berlin.
Ses poésies des années 50 montrent ses doutes croissants face au stalinisme, à la suite de la répression de la révolte ouvrière de juin 1953, puis de l'insurrection de Budapest de 1956. L’affaire Biermann le rend définitivement critique envers le régime. Il meurt à l'âge de 62 ans, d'un cancer.

## Prix et distinctions
Franz Fühmann a reçu de nombreux prix dont, en 1956, le prix Heinrich-Mann, en 1957 et 1974 le Prix national de la République démocratique allemande, en 1977 le Prix de la critique allemande, en 1982 le Prix frère et sœur Scholl.
En 1974, il figure dans la « Honor List » de l'Union internationale pour les livres de jeunesse (IBBY) pour son ouvrage Shakespeare-Märchen für junge Leser neu erzählt (1972).

## Œuvres
Ses publications et travaux sont très divers : livres pour enfants, contes, nouvelles, poésies, récits de voyage, correspondance, essais, émissions de radio, de télévision, participation à des films, ballet. 

### Publications traduites en français
- L'auto des juifs, traduit par Alain Lance, éd. Les Éditeurs français réunis, 1975 rééd. Le temps des cerises, 2016, 214 p. Dans ce livre autobiographique, Franz Fühmann relate son long aveuglement face au régime nazi en évoquant les quatorze journées qui furent les dates marquantes de l'histoire contemporaine, au cours des décennies, de 1929 à 1949[7].
- Une bagatelle en tous points positive et autres récits, traduit par Jean-Marie Angelès et Jacqueline Grenz, éd. Alinea, 1984, 177 p.
- La fée qui crachait du feu, illustrations Annegert Fuchshuber, éd. Casterman, coll. Funambule, 1987
- Vingt-deux jours ou la moitié d'une vie, traduit par Philippe Préaux, éd. Flammarion, 1988, 255 p. C'est le récit d'un voyage à Budapest en 1972 ; l'auteur confronte les cultures de l'Europe et s'interroge sur les choix qu'il a faits dans sa vie (nazi, communiste…). Dans un article de la revue Études[8], il est fait référence à ce livre : « Ce sont des livres comme ceux de Franz Fühmann […] qui ont levé le voile du mensonge idéologique du régime et commencé à remplir les pages que l'histoire officielle avait laissé blanches. »

### Œuvres en allemand
- Marsyas. Mythos und Traum, Leipzig, Reclam, 1993. 480 p. Ce livre est la "somme" des principaux écrits de Fühmann relatifs à la mythologie grecque [9]. « Après une série de récits pleins de vivacité et de justesse, inspirés chacun de sources antiques prennent place une variation en forme de comédie-ballet sur le thème d'Ulysse et Circé et une série de "rêves" fantastiques. »
- Erzählungen 1955-1975, Rostock, Hinstorff, cop. 1993 551 p.
- Essays, Gespräche, Aufsätze 1964-1981, Rostock, Hinstorff, cop. 1993 528 p.
- Gedichte und Nachdichtungen, Rostock, Hinstorff , cop. 1993 340 p.
- Monsieur, wir finden uns wieder 1968-1984, Berlin, Aufbau, 1995 223 p.
- Reineke Fuchs ; Märchen nach Shakespeare. - Das Niebelungenlied. - Märchen auf Bestellung, Rostock, Hinstorff , cop. 1993 320 p.